# یوزپلنگ آسیایی
یوزپلنگ آسیایی (به انگلیسی: Asiatic cheetah) یا یوزپلنگ ایرانی (به انگلیسی: Persian cheetah) (نام علمی: Acinonyx jubatus venaticus) یک زیرگونهٔ در بحران انقراض از یوزپلنگ است و بر اساس برآوردها در سال ۱۴۰۱ تنها ۲۰ قلاده از آن در ایران شناسایی شده و دارای شناسنامه بودند که در سال ۱۴۰۲ این امار به ۱۲ قلاده کاهش یافت. ولی به دلیل استتار خوب این گونه، به احتمال خیلی زیاد بیشتر است و ممکن است باز هم یوز پلنگ در ایران وجود داشته باشد  تعداد یوزپلنگ های ایرانی در مرداد ۱۴۰۴، با افزایش دو برابری به ۲۶ قلاده رسید که ۶ یوز در اسارت و ۲۰ یوز در طبیعت هستند. در آبان ۱۴۰۳ سازمان حفاظت محیط‌ زیست وضعیت یوز ایرانی را بسیار بحرانی اعلام کرد. در حال حاضر این یوز به‌عنوان نمادی در لباس تیم ملی فوتبال جمهوری اسلامی ایران است. پروژه حفاظت از یوزپلنگ آسیایی از سال ۱۳۹۰ آغاز شد. این پروژه سبب شده که امید ها برای باقی ماندن یوزپلنگ ایرانی باقی بماند. 
این جانور در مناطق بیابانی در سطح منطقه زندگی می‌کرد و سال‌ها است که نسل آن در معرض نابودی کلی قرار دارد. این جانور فایده زیادی برای طبیعت و محیط زیست دارد. مانند شکار حیوانات پیر و سالخورده که مانع از شیوع بیماری‌های مختلف می‌شوند. نتایج تحقیقات در سال ۱۳۹۹ نشان می‌دهد که بین ۱۰ تا ۲۰ قلاده یوزپلنگ در مناطق حاشیهٔ کویر مرکزی از جمله توران، نایبندان، دره‌انجیر و میاندشت وجود دارند . این برآورد نتیجه نقشه‌برداری زمینی بدست آمده از بیش از ۱۲۰۰۰ دوربین دید در شب که در مکان‌های مختلف بود.
یوزپلنگ آسیایی زمانی در مناطق وسیعی از آسیا از شبه‌جزیره عربستان و خاور نزدیک تا منطقه خزر، قفقاز جنوبی، بیابان قزل‌قوم و هند پراکنده بود، اما در حال حاضر در فهرست جانوران در آستانه انقراض اتحادیه بین‌المللی حفاظت از طبیعت قرار دارد و منحصر به نواحی دور افتاده‌ای در بیابان‌های مرکزی ایران است. آخرین گزارش مستند از یوزپلنگ در هندوستان به سال ۱۹۷۴ بر می‌گردد. از آن زمان به بعد، یوزپلنگ به سرعت از سرتاسر قلمرو خود ناپدید شد. ایران از دههٔ ۱۹۷۰ به‌عنوان تنها زیستگاه یوزپلنگ‌های آسیایی شناخته شده‌است.
یوزپلنگ آسیایی بین ۳۲ تا ۶۷ هزار سال پیش، از جمعیت یوزپلنگ‌ها در آفریقا جدا شد. در زمان حکومت بریتانیا بر هند، آن را پلنگ شکار می‌نامیدند. این نام، برگرفته از یوزهایی بود که به تعداد زیاد توسط خانوادهٔ سلطنتی هند در اسارت نگهداری می‌شدند تا برای شکار آنتلوپ‌های وحشی از آن‌ها استفاده کنند.
تا ابتدای دههٔ ۱۳۲۰ خورشیدی، جمعیت یوزپلنگ در حدود ۴۰۰ قلاده بود که تقریباً در همه مناطق استپی و بیابانی نیمهٔ شرقی ایران و بخش‌هایی از نواحی غربی کشور نزدیک مرز عراق دیده می‌شد. پس از جنگ جهانی دوم به‌علت ورود خودروهای جیپ به ایران و سهولت دسترسی شکارچیان به زیست‌گاه‌های یوز و شکار طعمه‌های یوز، جمعیت آن‌ها کاهش یافت. در اواسط دههٔ ۱۳۵۰، جمعیت یوزپلنگ در ایران ۲۰۰–۳۰۰ قلاده تخمین زده می‌شد.
یوزها در سرزمین‌های باز و علفزارها، دشت‌ها، مناطق نیمه‌بیابانی و سایر مناطقی که می‌توان در آن شکار یافت زندگی می‌کنند. یوزپلنگ‌ها در ایران در مناطق کویری استان‌های سمنان، یزد، خراسان شمالی، رضوی، جنوبی، کرمان زندگی می‌کنند. بیشتر آن‌ها در ۶ منطقه حفاظت‌شده شامل پارک ملی کویر، ذخیره‌گاه زیست‌کره توران، منطقه حفاظت‌شده کوه بافق، پناهگاه حیات وحش دره انجیر، پناهگاه حیات وحش میاندشت و ذخیره گاه حیات وحش نایبندان زندگی می‌کنند.
زیستگاه‌های یوز در ایران به‌علت پیشروی بیابان‌ها و تبدیل شدن بخشی از زمین‌های زیستگاه به زمین‌های کشاورزی و مسکونی شدن بخشی دیگر و همچنین از بین رفتن مراتع توسط دام‌های اهلی و در نتیجه کاهش تعداد علف‌خوارانی که از منابع غذایی یوزها هستند کاهش یافته‌اند.
یوزهای ماده مانند یوزهای نر، محدودهٔ خاصی را تصرف نمی‌کنند و در میان زیستگاه‌های مختلف، در حرکت هستند. سازمان حفاظت محیط زیست با همکاری برنامه عمران ملل متحد بعضی از این زیستگاه‌ها را تحت نظارت قرار داده است. طی این پروژه، دوربین‌های تله‌ای در زیستگاه‌های احتمالی یوز ایرانی، نصب شد که به حرکت این حیوانات حساسن هستند و با مشاهده آن‌ها عکس و فیلم می‌گیرند.

## واژه‌شناسی
یوز واژه‌ای فارسی است که از دیرباز در اشاره به این حیوان به‌کار می‌رفته است. یوز از بن مضارع یوزیدن به معنای جَستن آمده‌است و به جهت شباهت ظاهری این حیوان با پلنگ امروزه بیشتر با نام یوزپلنگ شناخته می‌شود.
چیتا واژه‌ای‌ست هندی که از واژه سانسکریت چیتراکا به معنی «خال‌خالی» وارد انگلیسی شده و گاهی در فارسی نیز به‌کار می‌رود.
در زبان‌های دیگر نام‌های گوناگونی برای این حیوان به‌کار رفته‌است. در زبان عربی یوز را «فهد» می‌نامند. درحالی‌که در افغانستان به آن «تازی پرنگ» (فارسی دری) و «تازی پلنگ» (پشتو) گفته می‌شود. در پاکستان در زبان براهوئی به آن «یوز» گفته می‌شود. در زبان سواحیلی که در شرق آفریقا رایج است نام «دوما» را برای این جانور به‌کار می‌برند.

## ویژگی‌ها
یوزپلنگ آسیایی دارای پوششی کرکی به رنگ حنایی است که در پهلوها، جلوی پوزه، زیر چشم‌ها و در سمت داخلی پاها، کم‌رنگ‌تر است. لکه‌های سیاه کوچک به‌صورت خطوط روی سر و پشت سر قرار گرفته و به‌طور نامنظم روی بدن، پاها، پنجه‌ها و دم پراکنده شده‌اند. نوک دم دارای نوارهای مشکی است. پوشش بدن و یال یوزپلنگ آسیایی، کوتاه‌تر از زیرگونه‌های آفریقایی است. اندازهٔ سر و بدن یک یوزپلنگ آسیایی بالغ حدود ۱۱۲ تا ۱۳۵ سانتی‌متر و دارای دُمی بلند، به‌طول ۶۶ تا ۸۴ سانتی‌متر است. وزن این جانور، ۴۳ تا ۵۴ کیلوگرم است. یوزهای آسیایی، دارای دودیسی جنسی بوده و نرها کمی بزرگ‌تر از ماده‌ها هستند.
یوزپلنگ سریع‌ترین جانور خشکی در جهان است. در گذشته تصور می‌شد که دمای بدن یوزپلنگ در طول شکار به‌دلیل فعالیت متابولیکی بالا افزایش می‌یابد. در مدت زمان کوتاهی در طول تعقیب و گریز، بدن یوزپلنگ ممکن است ۶۰ برابر گرمای بیشتری نسبت به حالت استراحت تولید کند.

## تغذیه
طعمه‌های اصلی یوزهای آسیایی، آهو، جبیر، قوچ‌ومیش، کل و بز، خرگوش و جانورانی از قبیل روباه و شغال هستند. به ندرت پیش می‌آید که یوزها به حیوانات اهلی حمله کنند و معروف نیست که به انسان‌ها نیز حمله کرده باشد. 

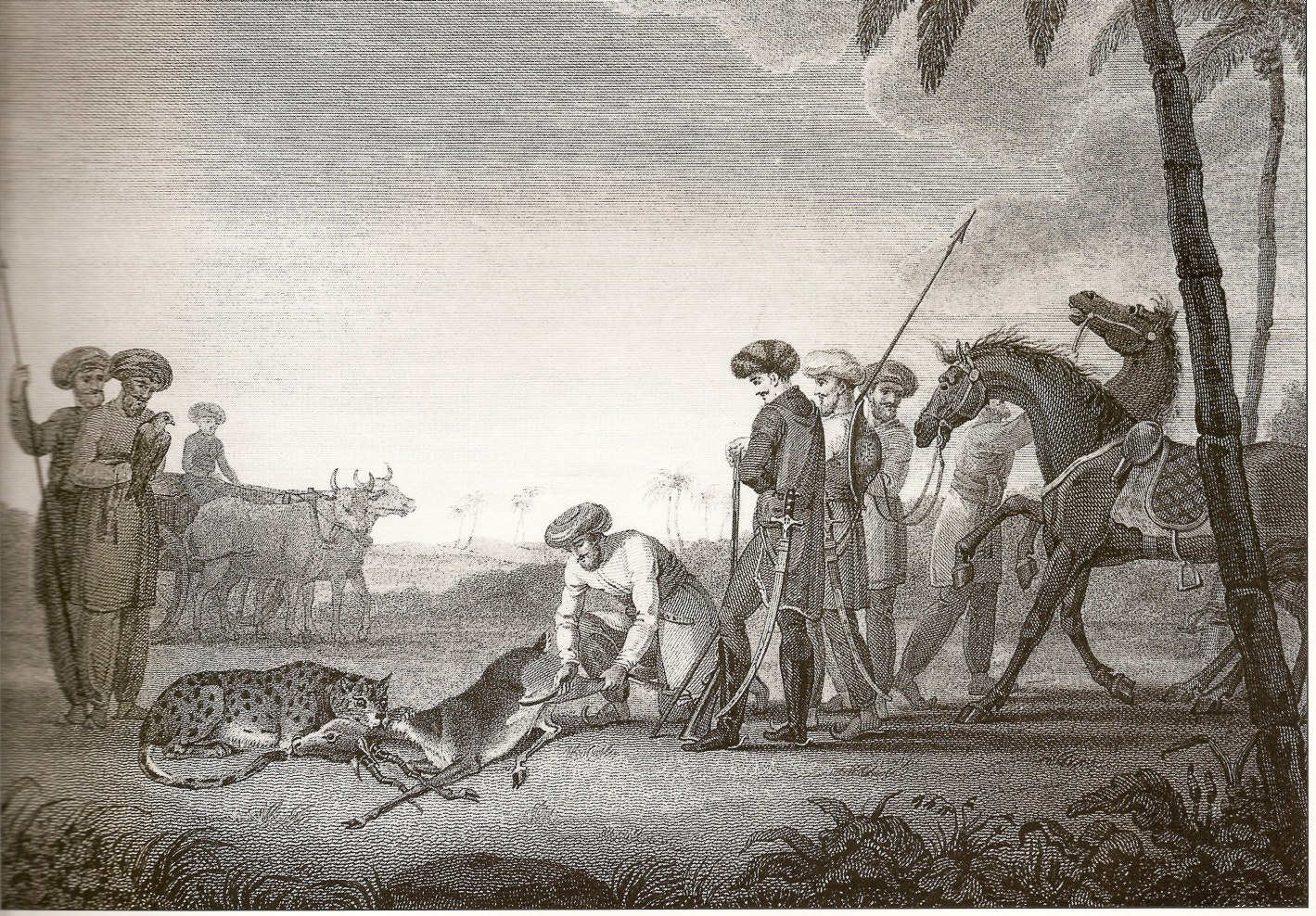
یوز ایرانی یک گوزن را شکار کرده نقاشی از جیمز فوربس در هند ۱۸۱۲

## تهدیدها

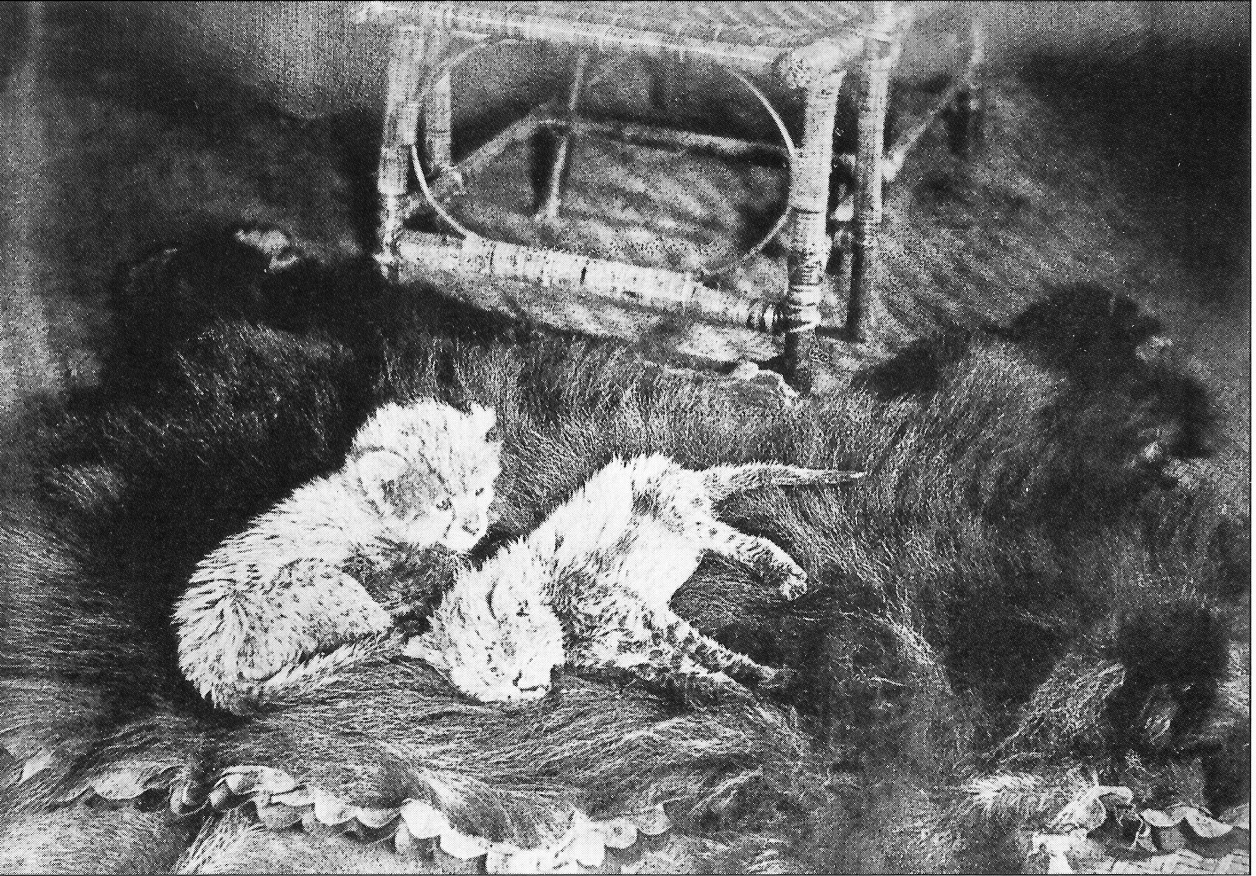
توله های چیتا در قفس احتمالا برای فروش.

تغییرات اقلیمی تأثیرگذارترین عامل در زیستگاه یوزپلنگ است. آزار و اذیت از طرف انسان، کاهش زیستگاه‌ها، تکه‌تکه شدن زیستگاه‌ها، گسترش بیابان‌ها و شکار منابع غذایی یوزپلنگ‌ها همچون آهوها و مخصوصاً شکار غیرمجاز جانوران برای سرگرمی یا برای تجارت از علل کاهش نسل این گونه بوده‌است. بر پایه گزارش سازمان حفاظت محیط زیست ایران این کاهش عمدتاً بین سال‌های ۱۹۸۸ تا ۱۹۹۱ بوده‌است.
ورود دام به زیستگاه یوز از تهدیدهای اصلی زندگی یوزپلنگ است. علاوه بر این‌که سگ گله ممکن است به یوز حمله کند، چوپانان هم ممکن است به یوزها آسیب بزنند.
از سوی دیگر با توجه به اینکه وجود آب در زیستگاه اصلی یوز که دشت‌های باز و تپه ماهورهای واقع در مناطق استپی و بیابانی است، یک موهبت یه شمار می‌رود، دام و به‌خصوص شتر وقتی سر آبشخور یا چشمه می‌آیند، آن را اشغال می‌کنند و دیگر نه یوز و نه طعمه‌هایش به آنجا نمی‌روند. در نتیجه طعمه‌های یوز مهاجرت می‌کنند یا می‌میرند و به دنبال آن زندگی یوز هم تحت تأثیر قرار می‌گیرد.
غذای اصلی این گونه را آهو، جبیر، قوچ و میش، کل و بز و خرگوش تشکیل می‌دهد که امروزه به دلیل شکار بی‌رویه شکارچیان مجهز به خودروها و موتورسیکلت‌های نیرومند صحرایی، جمعیت آن‌ها نیز به شدت در حال کاهش است.
از جمله دیگر عوامل تهدیدکننده زیستگاه یوزپلنگ‌ها در ایران، احداث جاده در میان مناطق حفاظت شده همچون منطقه حفاظت شده کوه بافق است که به‌رغم تلاش‌ها هنوز این پروژه متوقف نشده‌است.
دیگر تهدیدات بقای یوزپنلگ، رقیبان فراوان مانند پلنگ، گرگ، کفتار و ... است.

#### زغال‌سنگ، مواد مخدر و یوزپلنگ
زغال‌سنگ، آهن و مس سه مادهٔ معدنی هستند که در سه استان در ایران و میان زیستگاه‌های یوزپلنگ یافت می‌شوند. تخمین زده می‌شود در دو منطقه آهن و زغال‌سنگ بافق و آهن نایبند بیشتر جمعیت یوزپلنگ‌ها به بیرون از منطقهٔ حفاظت‌شده رانده باشند. استخراج معدن به خودی خود تهدیدی برای یوزها نیست. بلکه خطر اصلی احداث جاده برای این معادن و رفت‌وآمد انسان در این جاده باعث نزدیکی بین انسان و یوز و همچنین انسان و طعمه‌های یوز می‌شود. در مرز ایران، افغانستان و پاکستان هنوز گذرگاه‌هایی وجود دارند که تبهکاران مسلح و قاچاقچیان مواد مخدر از آن طریق مواد مخدر را در مرکز و غرب ایران پخش می‌کنند. آن‌ها باید برای این کار از میان زیستگاه‌های یوز گذر کنند و این موضوع حفاظت یوز و طعمه‌هایش را سخت می‌کند.

## تلاش برای حفظ یوزپلنگ آسیایی
پروژهٔ حفاظت از یوزپلنگ آسیایی، با همکاری برنامه عمران ملل متحد و سازمان حفاظت از محیط زیست در سال ۲۰۰۱ آغاز به کار کرد. برای کار مطالعاتی و حفاظتی، ۵ منطقه انتخاب شدند که گمان می‌رفت ۸۰ درصد یوزهای ایران در آن مناطق پراکنده هستند. به مردم محلی آموزش داده شد با توجه به کمبود شکار برای یوزپلنگ اگر احیاناً یوزی به آغل گوسفندان آن‌ها حمله کرد، آن‌ها اجازه بدهند یوز شکارش را انجام دهد و آسیبی به آن نزنند. در فوریهٔ ۲۰۱۵ ایران یک موتور جستجوی وب به‌نام یوز راه‌اندازی کرد که نشان‌واره آن به شکل یک یوزپلنگ است. در سپتامبر ۲۰۱۵ شرکت هواپیمایی معراج برای حمایت از تلاش‌ها برای حفاظت از یوزپلنگ ایرانی، تصویر یوز را بر روی هواپیماهای خود، ترسیم کرد.
در سال ۲۰۱۴ یک یوزپلنگ آسیایی برای نخستین بار توسط دانشمندان دانشگاه بوئنوس آیرس شبیه‌سازی شد. اما جنین یوز، زاده نشد.

### تکثیر در اسارت
دو یوز ایرانی با نام‌های فیروز و ایران، که در پارک ملی توران در شرایط  اسارت  اسارت نگهداری می‌شوند، در بهمن ۱۴۰۰ اقدام به جفت‌گیری کردند. مدیر کل محیط زیست استان سمنان می‌گوید این نخستین بار است که در جهان دو یوز آسیایی در اسارت به جفت‌گیری می‌پردازند.
در ۱۱ اردیبهشت ۱۴۰۱ در مرکز تحقیقات توران در استان سمنان، سه توله یوز برای نخستین بار در شرایط اسارت متولد شدند. یکی از توله‌ها از زمان تولد ضعیف بود و چهار روز پس از تولد افزایش وزنی نداشت و تلف شد. بعد از کالبدشکافی علت تلف شدن ناهنجاری مادرزادی ریه سمت چپ و چسبندگی ریه تعیین شد. چند هفته بعد دو توله یوز ایرانی که برای انتقال به بیمارستان تخصصی تهران فرستاده شده بودند در طول راه یکی دیگر از توله یوزها نیز تلف شد و سومین توله هم پس از هفت ماه در ۹ اسفند ۱۴۰۱ بر اثر نارسایی کلیوی تلف شد. این توله در پارک پردیسان نگهداری می‌شد. نامگذاری توله‌های ایران توسط پویش مردمی که توسط سازمان حفاظت محیط‌زیست و با همکاری صداوسیما انجام شد.

### بیمه
برای نخستین بار در جهان، محیط‌بانان و پرسنل زیستگاه‌های یوزپلنگ و خود یوزپلنگ آسیایی زیر پوشش بیمه تکمیلی برده شدند که از اسفند ۱۳۹۲ به‌مدت پنج سال و به صورت رایگان انجام می‌شود. اگر یوز به هر دلیلی در منطقه تلف شود به میزان ۵۰ میلیون تومان برای هر قلاده یوز هزینه همان زیستگاه خواهد شد و در سال تا ۵ قلاده این موضوع اجرا خواهد شد. اگر یوز آسیبی به دام دامداران وارد کند نیز بیمه موظف خواهد بود زیان دامدار را بپردازد.

### نصب گردنبند ردیاب بر روی یوز
در ژانویهٔ ۲۰۰۷ پروژه رادیو تله‌متری و نصب گردنبندهای ردیاب روی یوز آسیایی برای نخستین بار به‌صورت عملی آغاز شد. طرف ایرانی این پروژه، سازمان حفاظت محیط زیست، دفتر برنامه عمران ملل متحد در ایران و پروژهٔ حفاظت از یوز آسیایی و طرف خارجی آن هم انجمن حفاظت از حیات وحش آمریکا (دبلیو.سی.اس.) است. گردنبند ردیاب، شامل یک فرستنده و گیرندهٔ رادیویی و قطعه‌ای برای تنظیم زمان بازشدن قلاده است. هدف از نصب این ردیاب، بدست آوردن اطلاعاتی در مورد زیستگاه، توقف‌گاه، مسیرهای رفت‌وآمد و مهاجرت یوز است.

### کتاب‌های درسی
با توجه به وجود زیستگاه یوزپلنگ ایرانی در مناطق حفاظت‌شدهٔ استان‌های یزد، سمنان، اصفهان، کرمان، خراسان شمالی، جنوبی و رضوی در کتاب استان‌شناسی پایه دبیرستان این استان‌ها خصوصیات زیستگاهی، جانوری و نحوهٔ زندگی یوز ایرانی تبیین شده‌است. همچنین اصلاح و بازنگری کتاب‌های درسی علوم تجربی، مطالعات اجتماعی و جغرافیا از دیدگاه محیط زیستی در دستور کار وزارت آموزش و پرورش ایران قرار گرفت.

### تیم ملی فوتبال
پس از تأیید طرح یوزپلنگ بر روی لباس تیم ملی فوتبال ایران، این طرح بر روی لباس تیم ملی فوتبال ایران در جام جهانی فوتبال ۲۰۱۴ برزیل و جام ملت‌های آسیا ۲۰۱۵ به عنوان نماد کشور ایران نقش بست. این ایده برای نخستین بار از سوی آرش نورآقایی مطرح شد و توسط محمد درویش و سایر دوستداران یوزپلنگ ایرانی گسترش پیدا کرد.

### افزایش جریمهٔ شکار
در ۳ خرداد ۱۳۹۴ بهای شکار و صید یوزپلنگ آسیایی از ۲۰ میلیون تومان به ۱۰۰ میلیون تومان افزایش یافت. در سال ۱۳۹۸ نیز جریمه دو برابر شده و به دویست میلیون تومان افزایش یافته‌است. و در سال ۱۴۰۰ به ۵۰۰ میلیون تومان رسید. این جریمه از مورخ 6 تیر 1403 به مبلغ 20 میلیارد ریال رسیده است.

## برآورد جمعیت
در دههٔ ۱۹۷۰ جمعیت یوزپلنگ آسیایی در ایران حدود ۲۰۰ قلاده در ۱۱ منطقهٔ حفاظت‌شده برآورد شد. در پایان دههٔ ۱۹۹۰ جمعیت آن‌ها ۵۰ تا ۱۰۰ قلاده برآورد شد. در بررسی دوربین‌های تله‌ای که در ۱۸ منطقهٔ حفاظت‌شده بین سال‌های ۲۰۰۱ تا ۲۰۱۲ انجام شد، در مجموع ۸۲ قلاده در ۱۵ تا ۱۷ خانواده ثبت و شناسایی شدند. از این تعداد، تنها شش قلاده برای بیش از سه سال ثبت شدند. در این مدت ۴۲ یوزپلنگ بر اثر شکار، تصادفات جاده‌ای و به‌دلایل طبیعی تلف شدند. در تابستان ۱۳۹۷ یک یوزپلنگ ماده و چهار توله در پناهگاه حیات وحش توران استان سمنان دیده شدند. با اینکه آمار یوزپلنگ آسیایی را در ایران ۱۲ قلاده عنوان کرده‌اند، این اعداد را حدس کارشناسی می‌دانند. چرا که یوزپلنگ حیوانی به شدت مخفی کار و فراری از انسان است، به راحتی خود را در طبیعت استتار می‌کند و گستره زیستگاه آن بسیار وسیع است. با این وجود تنها دو یوز ماده در زیستگاه‌های طبیعی ایران به‌طور اثبات شده وجود دارند. در مناطق آزاد و حفاظت شدهٔ استان سمنان و خراسان شمالی شامل پارک ملی توران و پناه گاه حیات وحش میاندشت اصلی‌ترین مناطقی هستند که جمعیتی پویا از یوز در آن زندگی می‌کنند.
کار آماری انجام شده در سال‌های گذشته بر اساس تعداد یوزپلنگ‌های ثبت‌شده در زیستگاه‌های استان یزد برآورد ۸ تا ۱۲ یوز در این ایستگاه‌ها را نشان می‌داد. برآوردهای پیش از آن، جمعیت ۳۳ تا ۴۸ یوزپلنگ را برای استان یزد تخمین می‌زد. جمعیت کل یوزپلنگ ایرانی نیز در برآوردهای قبلی در سال ۱۳۷۶، تعداد ۵۰ تا ۱۰۰، در سال ۱۳۸۳ جمعیت ۵۰ تا ۶۰، و در سال ۱۳۸۷ تعداد ۷۰ تا ۱۰۰ قلاده تخمین زده شده بود.
پروژهٔ برآورد جمعیت یوزپلنگ ایرانی در استان یزد از دی ۱۳۹۰ تا فروردین ۱۳۹۱ به همت پروژه حفاظت از یوزپلنگ ایرانی، انجمن یوزپلنگ ایرانی و انجمن پنترا انجام شد و طی آن جمعاً ۱۰۰ دستگاه دوربین تله‌ای در زیستگاه‌های بافق، دره انجیر، آریز و سیاه‌کوه در این استان کار گذاشته شد. طی این دوره ۸ تصویر از یوز ثبت شد که هیچ یوز ماده‌ای در تصاویر دیده نشد و تصاویر گرفته شده مربوط به دو یوز نر معروف به دو برادر بودند که چندین بار در مناطق مختلف دیده شده‌اند.

## در تاریخ

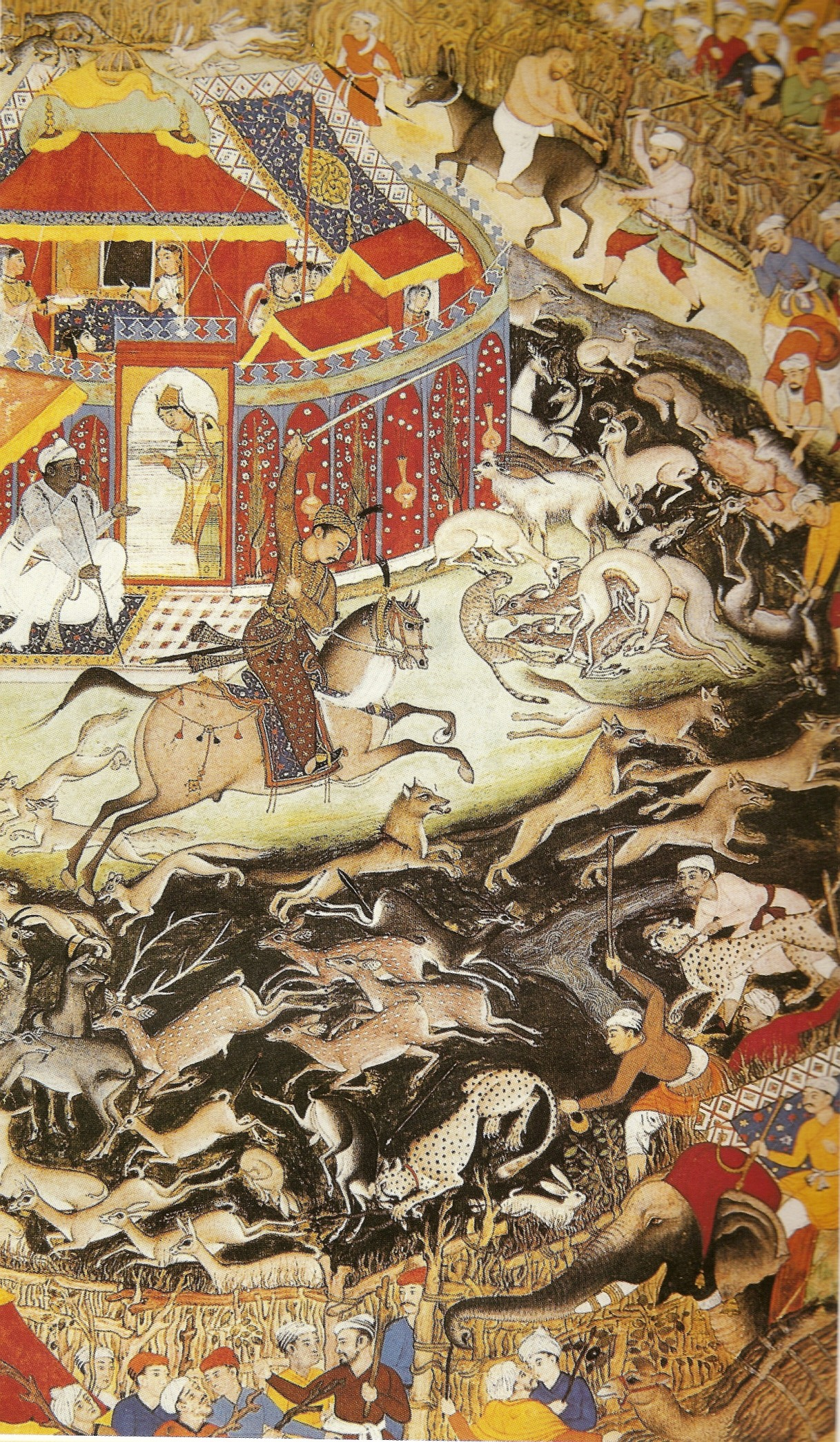
شکارگاه اکبر کبیر در هند ۱۶۰۲ گفته می‌شد وی در یک زمان ۱۰۰۰ یوز داشته که از آن‌ها برای شکار استفاده می‌کرده است.

یوزپلنگ آسیایی از دیرباز مورد توجه انسان‌ها بوده‌است و از آنجا که به سادگی اهلی می‌شود، در شکار طعمه‌هایی چون غزال به انسان‌ها کمک می‌کرده‌است. در میان آثار باستانی، مهری مربوط به هزاره سوم پیش از میلاد در بین‌النهرین این جانور را در حالی که قلاده‌ای بر گردن دارد در کنار مربی خود به تصویر می‌کشد. شاهان آشوری از یوزها برای شکار بهره می‌گرفتند. در سوریه و فلسطین، جنگجویان صلیبی از شکار آهو توسط یوز سخن به میان آورده‌اند. گزارش شده‌است که یکی از شاهان سدهٔ ۱۵ (میلادی) در ارمنستان گله‌ای از یوزها به‌شمار صد عدد از این جانوران داشت. همچنین گفته شده امپراتور مغول هندوستان، اکبر کبیر، در یک زمان، حدود ۱۰۰۰ قلاده یوزپلنگ داشته‌است. چیزی که در بسیاری از نقاشی‌ها و مینیاتورهای ایرانی و هندی نشان داده شده‌است.